# 2-я румынская добровольческая пехотная дивизия «Хория, Клошка ши Кришан»
2-я румынская добровольческая пехотная дивизия «Хория, Клошка ши Кришан» (рум. Divizia Horea, Cloșca și Crișan) — воинское формирование Красной Армии, а позднее сухопутных войск Румынии, участвовавшее в Великой Отечественной войне. Формально дивизия не сражалась с немецкими войсками, но вела активную борьбу против вооружённых формирований румынских нацистов. Названа в честь трёх румынских крестьян, возглавлявших восстание против австро-венгерской власти в 1784—1785 годах.

## Краткая история
Дивизия образована в апреле 1945 года из румынских военнопленных. Командовал дивизией генерал Михай Ласкар, кавалер Рыцарского железного креста с дубовыми листьями, политруком был Роман Вальтер. Дивизия не участвовала в боях против немцев, но вместе с 1-й дивизией имени Тудора Владимиреску вела бои против румынских воинских соединений, отказавшихся поддержать новое румынское правительство, объявившее войну Третьему Рейху после свержения режима Антонеску.
В послевоенные годы 1-я и 2-я румынские дивизии были оснащены танками и автомобилями, что сделало их самыми мощными в румынской армии. В 1947 году они сыграли большую роль в свержении монархии в стране и становлении социалистической республики. 2-я дивизия позднее была преобразована в танковую дивизию, сохранив название. По состоянию на 1989 год в её составе были три танковых полка, оснащённые новейшей советской и румынской бронетехникой.
В 1994 году дивизия была переформирована в 6-й армейский корпус, а в 2000 году и в бригаду, которая является правопреемницей дивизии.